# Beagle B.206
O Beagle B.206 é uma aeronave de transporte leve bimotora monoplana, para sete passageiros para uso em ligação e comunicação de fabricação britânica, produzida na década de 60 pela Beagle Aircraft Limited.

## Operadores
Militares
- África do Sul - Planejado encomenda de 18 aeronaves, mas pedido cancelado
- Reino Unido
- Síria - 1 modificado para vigilância

Civis
- Austrália
- Reino Unido